# 대립교황
대립교황(라틴어: antipapa)은 서방교회의 역사에서 비합법적으로 교황권을 행사한 사람을 가리킨다.
비록 사실상의 교황좌에 오르긴 했어도 그 선출이 적법하지 않거나 교회법의 정당한 절차를 거치지 않고 오른 사람을 말한다. 대립교황은 교리와 관련된 서방교회 내 대립, 합법적인 교황의 추방, 이중 선거, 세속 군주와 기존 교황의 대립, 로마 귀족들의 반대 등 여러 역사적 상황이 낳은 결과였다. 217년부터 1449년에 이르기까지 거의 마흔 명에 가까운 대립교황이 있었고, 그들은 교황으로 뽑힌 다른 인물에 반대하여 자신의 교황직을 인정받고자 애쓰거나 실제로 그랬던 이들이었다.

## 역사적 대립교황 목록
| 대립교황         | 본 명                   | 기 간                            | 설 명                                        | 대립한 교황                              |
| ---------------- | ----------------------- | -------------------------------- | -------------------------------------------- | ---------------------------------------- |
| 성 히폴리토      | 히폴리투스              | 217–235                          | 나중에 교황 폰시아노와 화해함                | 교황 갈리스토 1세                        |
| 성 히폴리토      | 히폴리투스              | 217–235                          | 나중에 교황 폰시아노와 화해함                | 교황 우르바노 1세                        |
| 성 히폴리토      | 히폴리투스              | 217–235                          | 나중에 교황 폰시아노와 화해함                | 교황 폰시아노                            |
| 노바시아노       | 노바시아누스            | 251–258                          | 노바시아노주의 제창                          | 교황 고르넬리오                          |
| 노바시아노       | 노바시아누스            | 251–258                          | 노바시아노주의 제창                          | 교황 루치오 1세                          |
| 노바시아노       | 노바시아누스            | 251–258                          | 노바시아노주의 제창                          | 교황 스테파노 1세                        |
| 노바시아노       | 노바시아누스            | 251–258                          | 노바시아노주의 제창                          | 교황 식스토 2세                          |
| 펠릭스 2세       | 펠릭스                  | 355–365                          | 로마 황제 콘스탄티우스 2세가 옹립            | 교황 리베리오                            |
| 우르시니우스     | 우르시니우스            | 366–367                          |                                              | 교황 다마소 1세                          |
| 에울랄리우스     | 에울랄리우스            | 418–419                          |                                              | 교황 보니파시오 1세                      |
| 라우렌시우스     | 라우렌시우스            | 498–499 501–506                  | 동로마 황제 아나스타시우스 1세의 지지를 받음 | 교황 심마코                              |
| 디오스코루스     | 디오스코루스            | 530                              |                                              | 교황 보니파시오 2세                      |
| 테오도루스       | 테오도루스              | 687                              |                                              | 교황 세르지오 1세                        |
| 파스칼리스       | 파스칼리스              | 687                              |                                              | 교황 세르지오 1세                        |
| 콘스탄티노 2세   | 콘스탄티누스            | 767–768                          |                                              | 교황 스테파노 3세                        |
| 필리푸스         | 필리푸스                | 768                              | 롬바르드 왕 데시데리우스에 의해 옹립         | 교황 스테파노 3세                        |
| 요한 8세         | 요한네스                | 844                              | 박수갈채로 선정됨                            | 교황 세르지오 2세                        |
| 아나스타시오 3세 | 아나스타시우스          | 855                              | 사제급 추기경                                | 교황 베네딕토 3세                        |
| 크리스토포루스   | 크리스토포루스          | 903–904                          | 교황 레오 5세의 전속 사제                    | 교황 레오 5세와 교황 세르지오 3세의 사이 |
| 보니파시오 7세   |                         | 974                              |                                              | 교황 베네딕토 6세와 교황 베네딕토 7세    |
| 보니파시오 7세   | 984–985                 | 교황 요한 14세 및 교황 요한 15세 |                                              |                                          |
| 요한 16세        | 요한네스 필라가투스     | 997–998                          | 크리셴티우스 가문의 지지를 받음              | 교황 그레고리오 5세                      |
| 그레고리오 6세   |                         | 1012                             |                                              | 교황 베네딕토 8세                        |
| 베네딕토 10세    | 요한네스 민시우스       | 1058–1059                        | 투스쿨룸 백작의 지지를 받음                  | 교황 니콜라오 2세                        |
| 호노리오 2세     | 피에트로 카달루스       | 1061–1064                        | 신성로마황제의 섭정 아그네스의 지지를 받음   | 교황 알렉산데르 2세                      |
| 클레멘스 3세     | 라벤나의 귀베르토       | 1080, 1084–1100                  | 신성로마제국의 하인리히 4세의 지지를 받음    | 교황 그레고리오 7세                      |
| 클레멘스 3세     | 라벤나의 귀베르토       | 1080, 1084–1100                  | 신성로마제국의 하인리히 4세의 지지를 받음    | 교황 빅토르 3세                          |
| 클레멘스 3세     | 라벤나의 귀베르토       | 1080, 1084–1100                  | 신성로마제국의 하인리히 4세의 지지를 받음    | 교황 우르바노 2세                        |
| 클레멘스 3세     | 라벤나의 귀베르토       | 1080, 1084–1100                  | 신성로마제국의 하인리히 4세의 지지를 받음    | 교황 파스칼 2세                          |
| 테오도리코       |                         | 1100–1101                        | 클레멘스 3세를 계승                          | 교황 파스칼 2세                          |
| 알베르토         |                         | 1101                             | 테오도리코를 계승                            | 교황 파스칼 2세                          |
| 실베스테르 4세   | 마기눌프                | 1105–1111                        | 신성로마제국의 하인리히 5세의 지지를 받음    | 교황 파스칼 2세                          |
| 그레고리오 8세   | 마우리치오 부르다누스   | 1118–1121                        | 신성로마제국의 하인리히 5세의 지지를 받음    | 교황 젤라시오 2세                        |
| 그레고리오 8세   | 마우리치오 부르다누스   | 1118–1121                        | 신성로마제국의 하인리히 5세의 지지를 받음    | 교황 갈리스토 2세                        |
| 첼레스티노 2세   | 테발두스 부카페쿠스     | 1124                             |                                              | 교황 호노리오 2세                        |
| 아나클레토 2세   | 피에트로 피에를레오니   | 1130–1138                        |                                              | 교황 인노첸시오 2세                      |
| 빅토리오 3세     | 그레고리오 콘티         | 1138                             | 아나클레토 2세의 계승자                      | 교황 인노첸시오 2세                      |
| 빅토리오 4세     | 오타비오 디 몬티첼리오  | 1159–1164                        | 신성로마제국의 프리드리히 1세의 지지를 받음  | 교황 알렉산데르 3세                      |
| 파스칼 3세       | 귀도 디 크레마          | 1164–1168                        | 신성로마제국의 프리드리히 1세의 지지를 받음  | 교황 알렉산데르 3세                      |
| 갈리스토 3세     | 스트루마의 조반니       | 1168–1178                        | 신성로마제국의 프리드리히 1세의 지지를 받음  | 교황 알렉산데르 3세                      |
| 인노첸시오 3세   | 란도 디 세자            | 1179–1180                        | 갈리스토 3세의 계승자                        | 교황 알렉산데르 3세                      |
| 니콜라오 5세     | 피에트로 라인날두치     | 1328–1330                        | 신성로마제국의 루트비히 4세의 지지를 받음    | 교황 요한 22세                           |
| 클레멘스 7세     | 제네바의 로베르토       | 1378–1394                        | 아비뇽에 거주함                              | 교황 우르바노 6세                        |
| 클레멘스 7세     | 제네바의 로베르토       | 1378–1394                        | 아비뇽에 거주함                              | 교황 보니파시오 9세                      |
| 베네딕토 13세    | 페드로 드 루나          | 1394–1423                        | 아비뇽에 거주함                              |                                          |
| 베네딕토 13세    | 페드로 드 루나          | 1394–1423                        | 아비뇽에 거주함                              | 교황 인노첸시오 7세                      |
| 베네딕토 13세    | 페드로 드 루나          | 1394–1423                        | 아비뇽에 거주함                              | 교황 그레고리오 12세                     |
| 베네딕토 13세    | 페드로 드 루나          | 1394–1423                        | 아비뇽에 거주함                              | 교황 마르티노 5세                        |
| 알렉산데르 5세   | 피에트로 필라기         | 1409–1410                        | 피사 공의회                                  | 교황 그레고리오 12세                     |
| 요한 23세        | 발다사레 코사           | 1410–1415                        | 콘스탄츠 공의회                              | 교황 그레고리오 12세                     |
| 클레멘스 8세     | 길 샨체스 문노스        | 1423–1429                        |                                              | 교황 마르티노 5세                        |
| 베네딕토 14세    | 베르나르도 가르니에     | 1424–1429                        |                                              | 교황 마르티노 5세                        |
| 베네딕토 14세    | 쟝 케리어               | 1430–1437                        |                                              | 교황 마르티노 5세                        |
| 베네딕토 14세    | 쟝 케리어               | 1430–1437                        | 교황 에우제니오 4세                          |                                          |
| 펠릭스 5세       | 사보이의 아마데우스 8세 | 1439 – 1449                      | 바젤 공의회                                  |                                          |
| 펠릭스 5세       | 사보이의 아마데우스 8세 | 1439 – 1449                      | 바젤 공의회                                  | 교황 니콜라오 5세                        |

## 현대의 대립교황
독립 가톨릭 교회 일부에서 자기들끼리 콘클라베를 열고 새 교황을 뽑았다. 로마 교황을 부인하고 새 교황을 뽑은 독립 가톨릭 교회에 대해 로마 가톨릭에서는 이교 (기독교)로 보고 자동파문을 시킨다. 가톨릭에서 교황명으로 베드로를 쓰지 않는 것이 불문율인 반면에 독립 가톨릭 교회에서는 교황 베드로 2세를 칭하는 사람도 있다.

## 같이 보기
- 콘클라베
- 왕위 요구자